# Haus Strasser (Hannover)

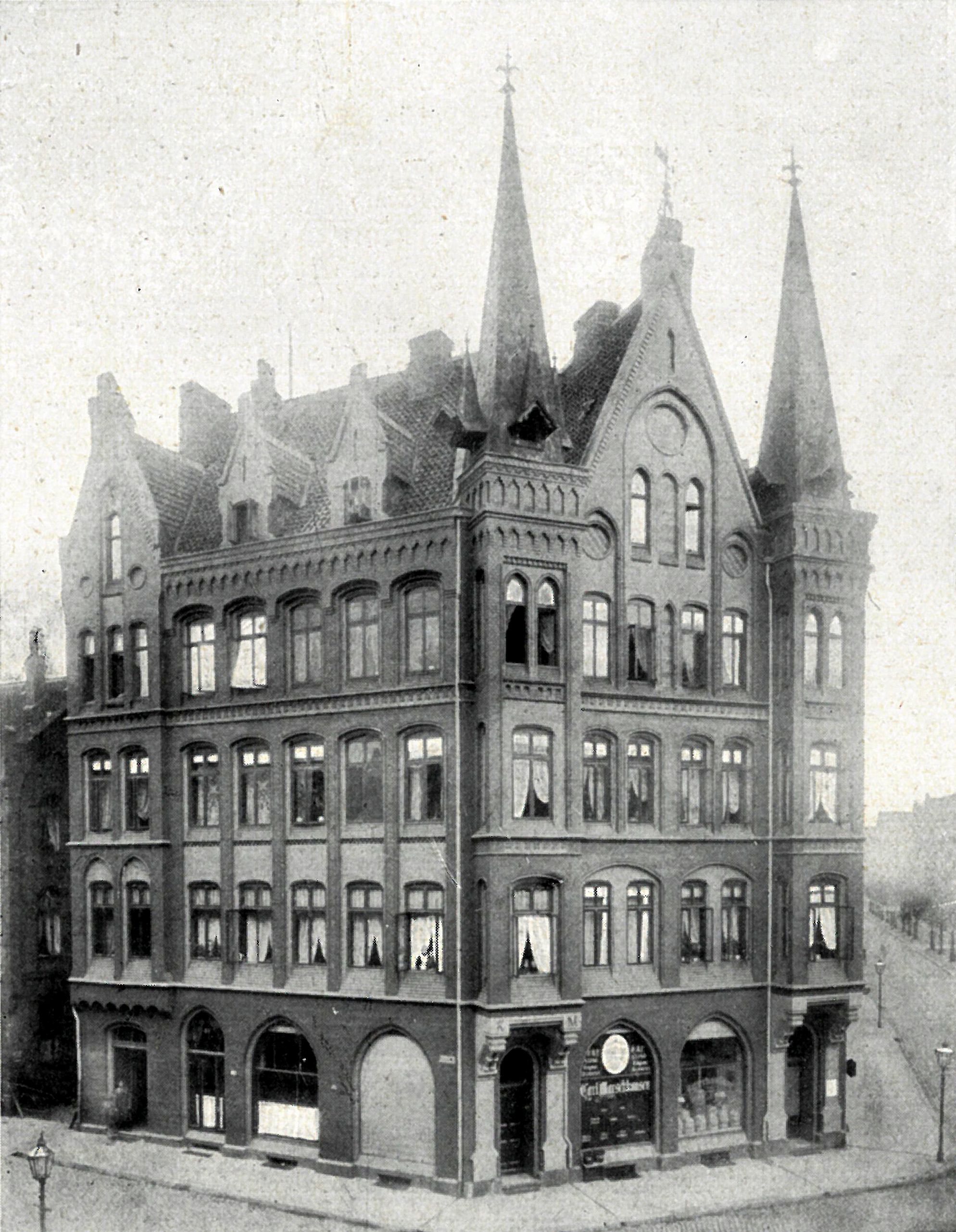
Städtebauliche Eckdominante von 1875 unter der späteren Adresse Reitwallstraße 5B: Das Haus Strasser mit der Weinhandlung mit angeschlossener Likörfabrik von Karl Marschhausen im Erdgeschoss

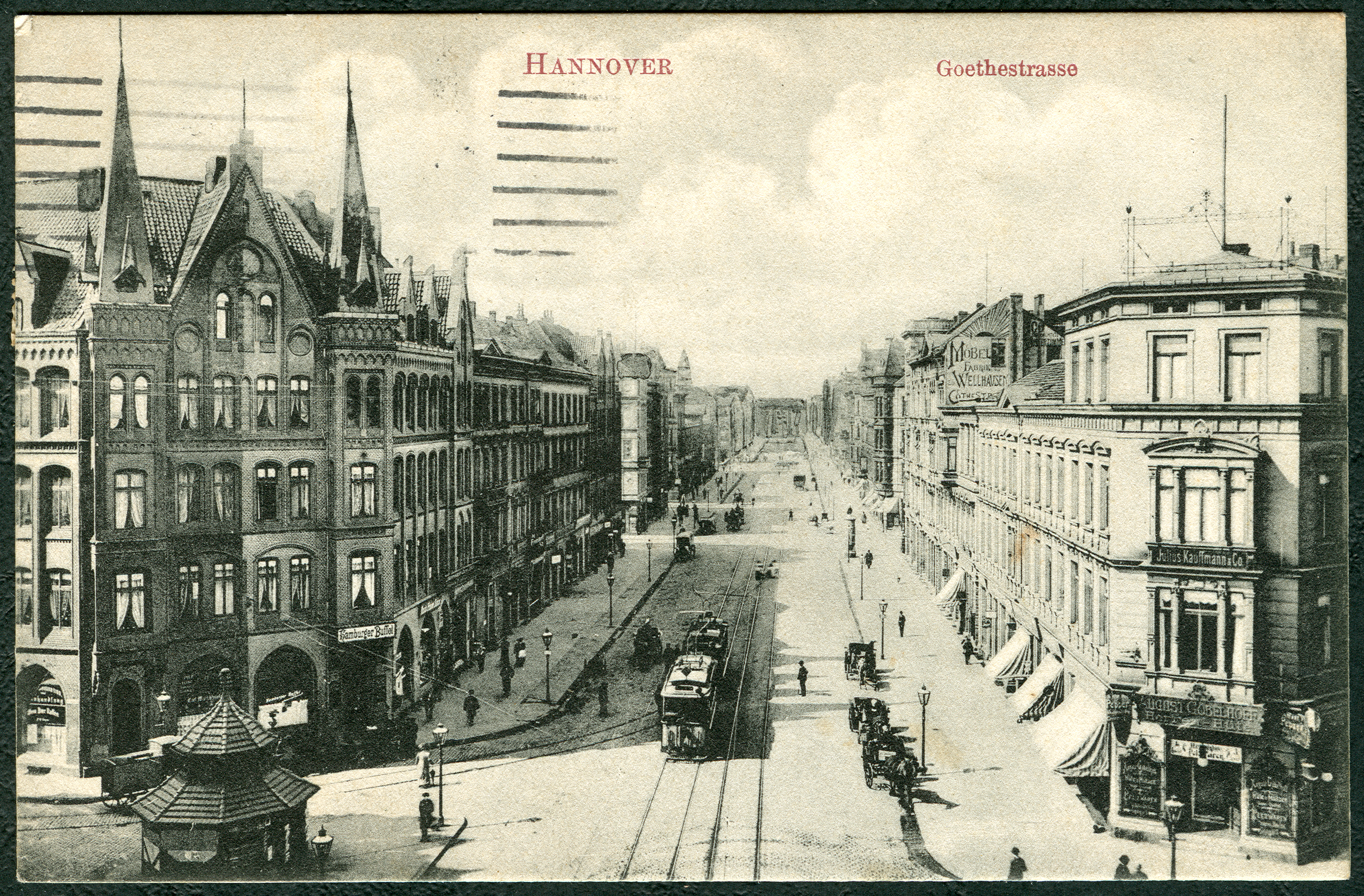
Die Reitwallstraße 5B links hinter dem Kiosk; zur Goethestraße mit der Straßenbahn zeigt die Restauration Hamburger Buffet;
Ansichtskarte Nr. 681, Friedr. Astholz jun., Lichtdruck, um 1900

Das Haus Strasser in Hannover war ein Wohn- und Geschäftsgebäude der Gründerzeit und galt schon kurz nach seiner Entstehung als eine der architektonischen Sehenswürdigkeiten der Stadt. Standort war die Goethestraße Ecke Reitwallstraße im heutigen Stadtteil Mitte.

## Geschichte
Nur wenige Jahre nach der zeitgleichen Anlegung der heutigen Straßen Goethestraße und Reitwallstraße im Jahr 1870 erreichte der wirtschaftliche Aufschwung nach dem Deutsch-Französischen Krieg in der frühen Gründerzeit des Deutschen Kaiserreichs bis 1875 einen neuen Höhepunkt. Bis 1875 ließ sich auch der Architekt August Strasser, wohnhaft in der Warmbüchenstraße 20 von seinem Architekten-Kollegen Christoph Hehl das nach dem Bauherrn benannte Haus Strasser errichten.
Das Gebäude fand sich – gesehen von der Einmündung der damals neu angelegten Goethestraße in die Georgstraße – anfangs als erstes Haus linker Hand unter der anfänglichen Adresse Goethestraße 24. Dort erhob es sich als in hellem Backstein ausgeführtes Eckgebäude zur Reitwallstraße. An der stumpfen Straßenecke wirkte das Haus Strasser städtebaulich durch einen hohen Giebel mit zwei Türmen in das Straßenbild hinein.